# 亲电芳香取代

親電芳香取代反應

亲电芳香取代反应是指芳香环系上的取代基（通常是氢原子）被亲电试剂取代的反应。该反应中最重要的类型包括芳香环系的硝化反应、卤代反应、磺化反应以及傅-克反应。

## 常见反应举例
本节所举例子都是基于苯环体系的，对于在杂环芳香体系和稠环芳香体系上进行的亲电取代反应，请参见第4节。

### 硝化反应

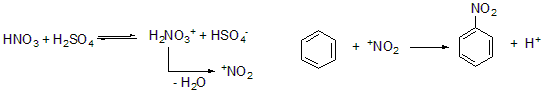
苯的硝化

苯上的氢可被硝基正离子(NO2+)取代而形成硝基苯。NO2+通常是通过浓硝酸和浓硫酸的混合物产生的。甲苯的硝化可产生2,4,6-三硝基甲苯，即TNT；苯酚经硝化可得2,4,6-三硝基苯酚，即苦味酸。这两者都可用为炸药。

### 磺化反应

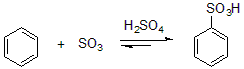
苯的磺化

苯可与发烟硫酸反应，使一个氢原子被磺酸基(-SO3H)取代而得到苯磺酸。发烟硫酸中的三氧化硫充当亲电试剂。与硝化反应不同，这个反应是可逆的，当把苯磺酸与稀硫酸共热到100-175℃时，磺酸基可被质子取代而得回苯。

### 卤代反应

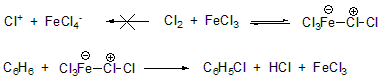
苯的卤代，氯化铁催化

在非质子路易斯酸如无水氯化铁催化下，卤素单质（如氯、溴）可与苯反应，生成卤代苯。值得注意的是，反应中的亲电试剂并非卤素正离子，而是卤素分子与氯化铁的络合物。

### 其他反应
- 瑞穆尔-悌曼反应
- 重氮偶合反应
- 柯尔伯-施密特反应

## 外部連結
- Aromatic Substitution Reactions - MSU